# Хирон, Педро, 1-й сеньор Уруэнья
Педро Хирон де Акунья Пачеко (исп. Pedro Girón de Acuña Pacheco; 1423, Бельмонте — 2 мая 1466, Вильяррубиа-де-лос-Охос) — кастильский дворянин при дворе Энрике IV, магистр Ордена Калатравы с 1445 по 1466 год и сеньор обширной сеньории которую он включал города Уруэнья, Тьедра, Пеньяфьель, Гумьель-де-Исан, Лангайо, Сан-Мамес, Пиньель-де-Суйо, Ольвера, Хельвес, Ортегикар, Брионес, Сантибаньес-де-Эсгева, Сан-Висенте-де-ла-Сонсьерра, Маганья, Осуна, Касалья, Морон-де-ла-Фронтера, Эль-Арааль и др.

## Происхождение
Второй сын Альфонсо Теллеса Хирона и Васкеса де Акунья (ок. 1380—1449) и его жены Марии Пачеко, сеньоры Бельмонте. По отцовской линии его бабушкой и дедушкой был Мартин Васкес де Акунья (1357—1417), португальский дворянин, проживающий в Кастилии с 1397 года и получивший титул графа Валенсия-де-Дон-Хуан, и Тереза Теллес Хирон, сеньоры Фречозо. По материнской линии это были Жуан Фернандес Пачеко, дворянин, также изгнанный из Португалии, сеньор Бельмонте в Кастилии, и Инес Теллеш де Менезеш, племянницы королевы Леонор Теллеш де Менезеш.
Педро Хирон был младшим братом Хуана Пачеко (1419—1474), который был главным официантом принца Энрике (позже Энрике IV Кастильского), маркиза Вильены, графа Шикены, герцога Эскалоны, главного аделантадо Кастилии и магистра ордена Сантьяго, который доминировал в политике королевства с последних лет правления Хуана II почти до правления Изабеллы Католички.

## Биография

### Ранние годы и восхождение при дворе
Он родился в Бельмонте около 1423 года и был крещен в приходской церкви Сан-Бартоломе. В эти ранние годы он вырос в королевском дворце в качестве пажа инфанта Энрике вместе со своим братом Хуаном Пачеко. В 1443 году он получил свои первые гранты: офицер столового ножа, старший официант по поручению своего брата Хуана Пачеко и главный нотариус королевства Кастилия по дару короля Хуана II по просьбе принца. 24 мая того же года он получил одно из главных мест мэра Эсихи, которое в 1445 году он продал Лопе Альваресу за тысячу золотых двойников, а 20 ноября — альгуасилазго Баэсы. Одновременно он получил должность налогового нотариуса и almojarifazgo Хаэна, где стал пользоваться пошлинами Хаэна, Баэсы, Убеды и Андухара в дополнение к сумме «полуторной десятины мавров» на кресте. — приграничную торговлю они вели в различных населенных пунктах епископства Хаэн с Гранадским эмиратом. 21 августа 1444 года принц Энрике пожизненно пожаловал ему должность клерка совета Медина-дель-Кампо, наряду с другими его судебными должностями, такими как должность главного судебного пристава его капитула и владение домом Каррионсильо с его горами. 19 мая 1445 года он участвовал в битве при Ольмедо против инфантов Арагона и вскоре после этого ему была доверена охрана и управление городом Сеговия. 25 июня принц Энрике пожаловал ему на милость города Уруэнья и Тьедра, в июле пожаловал ему трети города Аревало и его земли, а 18 сентября дал ему столько прав, сколько мог на мавританском активы Хаэна, Баэсы, Убеды и Андухаре.

### Достижение поста магистра Ордена Калатравы
В сентябре 1445 года Педро Хирон был избран магистром Ордена Калатравы. Король Кастилии Хуан II одобрил и ратифицировал его избрание 22 сентября, стремясь наградить Педро Хирона за его участие в битве при Ольмедо. Однако главнокомандующий Хуан Рамирес де Гусман, заручившийся поддержкой некоторых командиров, не признал это избрание, а вместо этого назначил себя магистром Ордена Калатравы и завоевал для себя некоторые должности и места в ордене. 30 июня 1448 года обе стороны подписали соглашение, по которому Хуан Рамирес отказывался от своих претензий в обмен на некоторые денежные уступки.
В другом споре о должности магистра Педро Хирон столкнулся с его противником и предшественником Альфонсо де Арагоном, герцогом Вильяэрмоса и внебрачным сыном арагонского короля, который завоевал крепости и энкомьенды в Арагоне и Валенсии и назвал себя магистром. Альфонсо вторгся в Кастилию, достигнув Пастраны, но вскоре потерпел неудачу против войска во главе с Педро Хироном, который также провел карательную кампанию против тех мест, которые присоединились к вражеской стороне (наказание, которое было особенно суровым в Торрихосе). Его избрание было подтверждено аббатом Сито 23 июля 1452 года. Три года спустя, 4 марта 1455 года, инфант Альфонсо Арагонский окончательно отказался от своих претензий на пост магистра Ордена Калатрава.

### Консолидация владений
21 июля 1448 года принц Энрике пожаловал ему Пеньяфьель, город, который он получил от монарха на основании соглашения, заключенного в Астудильо двумя годами ранее. Энрике, уже монарх Кастилии, подтвердит пожертвование 12 июля 1456 года, а 8 августа немедленно уполномочит его восстановить замок города. В 1449 году Педро Хирон объединился с инфантом Энрике и своим братом Хуаном Пачеко, названным маркизом Вильена, в союз против констебля Альваро де Луна. Кроме того, он получил от принца охрану крепости Толедо. Однако в следующем году отношения с инфантом Энрике обострились, возможно, из-за лишения свободы Родриго Портокарреро, из-за которого Педро Хирону и Хуану Пачеко пришлось бежать в Сеговию. В 1451 году Педро Хирон был лишен владения Толедской крепостью, которая осталась в руках Альваро де Луна.
После коронации Энрике IV в 1454 году и заключения мира с Арагоном Педро Хирон вмешался в вырубку плодородной равнины Гранады (1455 г.) и принял выдающееся участие в войне на истощение, кульминацией которой в мае 1456 года завоевание Эстепоны. В конце 1456 года он стал генерал-капитаном границы по случаю отъезда монарха, который собирался провести Рождество в Пласенсии. Педро Хирон отправился в Мурсия, чтобы сражаться против мятежника Алонсо Фахардо, от которого он получил во имя короля, после победы над ним, город Лорка и города Каравака, Чехегин, Сокобос, Канара, Сьеса, Каласпарра, Мула, Альхама и Шикена.
Столкнувшись с недовольством дворянства против возвышения Хуана Пачеко, он и его брат Педро Хирон объединились 1 января 1456 года с архиепископом Севильи Альфонсо де Фонсека «против всех людей мира, даже если они имеют королевское достоинство». 12 апреля 1458 года монарх подарил ему город Фрегеналь-де-ла-Сьерра, крепость которого принадлежала Альфонсо де Веласко, сеньору Гандула и Марченильи. Предвидя противодействие севильского совета, 2 января того же года Педро Хирон пообещал Веласко, что король даст ему справедливую компенсацию за владение крепостью Фрегеналь и что, если это не так, он сам сделает это согласно к оценке, определённой епископом Сеговии и адвокатом Руем Санчесом де Вильяльпандо. Вскоре после этого он поручил Гомесу де Рохасу завладеть городом и крепостью Фрегеналь. Но, несмотря на неоднократные угрозы и королевские приказы, севильские чиновники категорически противились уступать место в их альфосе, и Хирон так и не смог получить эффективный контроль над Фрегеналем.
По случаю возобновления кастильско-арагонских конфликтов Педро Хирон получил новые пожертвования, которые завершили его владения Пеньяфиэлем и его землей. 7 октября 1459 года монарх пожаловал ему город Гумиэль-де-Исан, уполномочив Фернандо де Силва завладеть им от имени магистра, а на следующий день добавил к этому пожалованию места Лангайо, Сан-Мамес и Пиньель де Суйо, которым Хирон завладел 14, 23 и 24 ноября соответственно. Через 19 дней, 20 октября, он получил город Брионес, который был сдан ему 6 ноября немедленно. Хуану Пачеко удалось заставить Педро Хирона обратиться к лиге Энрикеса, Манрикеса и Каррильо, недовольных Энрике IV, чтобы позже служить посредником между ней и королем. Эта стратегия принесла Хирону новые королевские гранты: виллы Бельмес и Фуэнтеовехуна в королевстве Кордова, подаренные ему 6 августа 1460 года.
В том же 1460 году Хирон купил город Ольвера, замок Айамонте, а также города Гельвес и Ортехикар на севильской земле и устроил свадьбу своего сына Альфонсо с дочерью графа Миранды. Это соглашение, которое включало продажу графом Пласенсиа, братом тестя, города и крепости Джодар в пользу сына магистра. Хотя брак не состоялся, в следующем году Педро Хирон приобрел город, и 24 сентября 1461 года он получил иск о дани от своего надзирателя Хуана де Наваррете. 27 октября того же года Хуан Пачеко по просьбе Хирона обменялся с Орденом Алькантара своими экстремадурскими владениями: Сальватьерра, Вильянуэва-де-Баркаррота, замок Азагала. В взамен он получил города Морон-де-ла-Фронтера, Арахал и замок Коте, которые он позже передал своему племяннику Альфонсо, наследнику Хирона. 14 декабря магистр получил от короля город Маганья, который был частью владений Хуана де Луны, племянника Альваро де Луны. Учитывая сопротивление города Кордовы передать Бельмес и Фуэнтеовехуну, 13 ноября 1463 года монарх уполномочил его обменять их на города Осуна и Казалла в Севилье. Акт об этом бартере и обмене был заключен в Поркуне 22 марта 1464 года, одобрен в Кордове 24-го числа следующего числа и подтвержден королем 25-го числа.
В 1461 году, во время войны между Энрике IV и королем Арагона, Педро Хирон возглавил войска, которые вернули город Логроньо, управление и владение которым он также получил, а позже взял города Лос-Аркос, Ла-Гуардиа, Сан-Висенте и Виана. В 1462 году он командовал войсками магистрата и сумел захватить Арчидону, где впервые поднялся по лестнице к донжону крепости и был ранен в голову. Он послал в подарок шляпу, которая была на нем в то время, папе Каликсту III, который даровал ему десятину города и его срок, в то же время, когда монарх доверил ему его содержание и устройство. В 1464 году он был официально передан ему в дар и стал частью территориального комплекса, над которым два года спустя было учрежден майорат. Магистр также совершил многочисленные вторжения в Вегу, а затем подписал перемирие с насридским эмиром с ноября по май 1463 года (позже продленное до октября).

### Гражданская война и смерть
16 мая 1464 года в Алькала-де-Энарес Хуан Пачеко, Педро Хирон и архиепископ Толедо Альфонсо Каррильо де Акунья заключили союз, по которому они обещали найти способ захватить инфантов Изабель и Альфонсо, которых, по их словам, они были заключены в тюрьму и им угрожала смерть — и не устраивать их браки без согласия подписавших. Через несколько дней, 23 мая, архиепископ Толедский создал новый союз, в который вошли адмирал, его брат Энрике, граф Альба де Листе, и Родриго Манрике, граф де Паредес де Нава. Этот союз, который был направлен против Энрике IV и его фаворита Бельтрана де ла Куэва, пообещал Педро Хирону, что сын арагонского короля Альфонсо никогда не будет оспаривать должность магистра Ордена Калатравы, но останется в руках архиепископа Каррильо, пока не женится. 25 октября ситуация накалилась в связи с назначением Бельтрана де ла Куэвы сеньором Сантьяго, монарху пришлось вести переговоры и признать инфанта Альфонсо, своего брата, наследником королевства. В следующий раз, 5 июня 1465 года, состоялся так называемый Авильский фарс, и король Энрике IV был низложен восставшей знатью, которая провозгласила инфанте Альфонсо новым королем Кастилии.
Пока происходили события в Авиле, Педро Хирон находился в Андалусии, стремясь присоединить города и местную аристократию к стороне повстанцев. Сначала он отправился на территории монастыря Сан-Хуан (Лора, Сетефилла, Алколеа, Точина) и оттуда отправился осаждать город Хаэн, но не раньше, чем обеспечил повиновение Убеды и Баэсы. Ему пришлось выйти из осады из-за нехватки еды и отправиться в Кармону, которая вскоре капитулировала. Севилья, Херес и другие важные города Андалусии также присоединились к восстанию в конце 1465 года.
Ситуация требовала от монарха заключения соглашения с Педро Хироном: он одолжит ему большую сумму и предоставит ему 3 000 рыцарей за свой счёт, но в обмен ему будет дана рука инфанты Изабеллы, которой тогда было 16 лет. С этой целью был послан рыцарь из Ордена Калатравы Педро де Акунья, чтобы получить от папы разрешение на брак магистра с несовершеннолетней и ещё признать его незаконнорожденного сына Родриго, в пользу которого Педро Хирон отказался от должности магистра. Получив папское разрешение и сопровождаемый армией из 3000 человек, Педро Хирон уехал из Альмагро в Мадрид, чтобы жениться на инфанте Изабель. Однако он заболел в Вильяррубиа-де-лос-Охос и умер там через 8 дней, 2 мая 1466 года, в возрасте всего 43 лет. Согласно хронике того времени, за семь дней до его смерти стая аистов, «что было бы не лучшим в мире сосчитать их», пролетела над замком Берруэко, где он провёл ночь, а затем направилась в том же направлении, что и магистр, что было воспринято как дурное предзнаменование.

## Завещание
За несколько дней до своей смерти, 28 апреля, Педро Хирон составил завещание у нотариусов Хиля Гомеса де Порраса и Диего Санчеса де Куэльяра. Опираясь на дозволение короля свободно распоряжаться дарованным им имуществом, данное 22 марта 1457 года, и на последующее разрешение на установление над ними майората, данное двумя днями позже, магистр установил майорат над своим старшим сыном Альфонсо, а сам включил города Пеньяфьель и Пинель с Кинтанильями, Гумиэль-де-Исан, Уруэнья, Тьедра, Побладура, Вильяфрехос, Вильямайор и Брионес, Сантибаньес-де-Вальдесгуева и Сан-Висенте-де-ла-Сонсьерра — в Кастилия, Осуна и крепость Казалла, Морон-де-ла-Фронтера, Арахал, Ольвера, Арчидона, город Ортехикар с его лугами и местечко Гельвеш — в Андалусии — в дополнение к третям Аревало, ремесел Медина-дель-Кампо, владения дома Каррионсильо и горы Реболлара, крепости и судьи Кармоны и большие должности главного официанта палаты сукна и главного нотариуса королевства. Со своей стороны, своему второму сыну, Родриго, он оставил должность магистра Ордена Калатравы, а третьему, Хуану, то, что может соответствовать ему в свободно доступных активах. Его дочь Мария получит 6000 гульденов в качестве приданого за свой брак, а его жена Изабель де лас Касас — сумму в 500 000 добл, которые должен будет выплатить его наследник, если он не женится повторно. Поскольку трое его сыновей были несовершеннолетними, он назначил опекунами маркиза Вильена и Энрике де Фигередо, своего канцлера и слугу, а в случае, если первый не смог этого сделать, архиепископа Толедо Альфонсо Каррильо.

## Брак и потомство
Перед тем, как получить звание магистра, Педро Хирон договорился жениться на Беатрис де Арагон (которая приносила ему ежегодное приданое в размере 30 000), которая была внебрачной дочерью Энрике де Вильена, сеньоры Иньесты, графа Кангаса и Тинео и магистра Ордена Калатрава. Свадьба не состоялась, и Хирон, по требованию папы отвез Изабель де лас Касас в Мораль де Калатрава под обещание выйти замуж. Изабель была дочерью Гомеса де лас Касаса, сеньора Гомес-Кардены.
Хотя Изабель и Хирон не поженились, у этой пары родились трое сыновей — совместно узаконенных папской буллой от 16 мая 1459 года, и дочь:
- Альфонсо Тельес Хирон де Лас Касас (ок. 1453—1469), узаконенный папской буллой 22 апреля 1456 года, который был 1-м графом Уруэньи и наследником поместья своего отца, но умер молодым от растяжения связок стопы, когда был женат на Бланке де Эррера, сеньоре Педраса де ла Сьерра.
- Родриго Тельес Хирон де Лас Касас (1456—1482), 29-й магистр Ордена Калатрава с 1469 года.
- Хуан Тельес Хирон де Лас Касас (1456—1528), узаконенный королевским указом от 30 октября 1459 года, был 2-м графом Уруэнья, преемник своего брата Альфонсо.
- Мария Хирон, упомянутая в завещании её отца, когда он оставил ей деньги в качестве приданого.

Также у него была внебрачная дочь от связи с Инес де Менесес:
- Инес Хирон, дама королевы Изабеллы Католической, которая вышла замуж за Франсиско Энрикеса де Киньонеса, сеньора Вега-де-Рюи Понсе-и-лас-Граньерас-и-де-ла-Торре-де-Бенамокарра, мэра Сетенила и Велеса-Малага.